# Territori de la Capital Federal (Nigèria)
El Territori de la Capital Federal (en anglès: Federal Capital Territory –FCT–) és el lloc on està situada la ciutat d'Abuja, capital de Nigèria. El territori va ser format el 3 de febrer de 1976 amb parts dels estats de Nasarawa, Níger i Kogi. És a la regió central del país. A diferència dels estats de Nigèria, que estan encapçalats per governadors electes, el territori és administrat per l'Administració del Territori de la Capital Federal, la qual està encapçalada per un ministre designat pel president.

## Geografia
El territori es troba just al nord de la confluència del riu Níger i el riu Benue.
Limita amb els estats de Níger a l'oest i el nord, Kaduna al nord-est, Nasarawa a l'est i al sud, i Kogi al sud-oest.
Té una superfície de 7.315 km², amb una població d'1.405.201 habitants i una densitat de 190h/km².
El Territori de la Capital Federal, està dins de la regió de la sabana nigeriana amb condicions climàtiques moderades.
Està situada entre la latitud de 8.25 i 9.20 al nord de l'Equador i la longitud de 6.45 i 7.39 a l'est del Meridià de Greenwich.

## Administració
El territori està conformat per sis consells locals, que comprèn la ciutat d'Abuja i cinc àrees del govern local:
- Abaji
- Gwagwalada
- Kuje
- Bwari
- Kwali

## Història
El 1975 Lagos, la capital de Nigèria, patia de diversos problemes: la manca de representació de la diversitat ètnica del país, dificultats d'expansió geogràfica i manca de sortida al mar, la contaminació, la crisi urbana, la manca de centralitat geogràfica. El 9 d'agost, el general Murtala Ramat Mohammed, llavors cap d'estat, va reunir una comissió per traslladar la capital a un lloc més adequat. Menys de dos mesos després, el govern va votar crear una ciutat: Abuja i hi va associar un territori dues vegades més gran que el de l'estat de Lagos. Malgrat les promeses de campanya del president Alhaji Shehu Shagari de Nigèria entre 1979 i 1983, només el 12 de desembre 1991 sota l'administració del president Ibrahim Babangida la capital del país va ser transferida oficialment a Abuja.